# Vorstendom Minden
Het Vorstendom Minden was een tot de Nederrijns-Westfaalse Kreits behorend vorstendom binnen het Heilige Roomse Rijk. Centrum was de stad Minden in Noordrijn-Westfalen.

## Geschiedenis
In 799 werd door Karel de Grote het bisdom Minden gesticht.
Na de val van Hendrik de Leeuw in 1180 werd dit bisdom een vorstbisdom (Duits: Hochstift of Fürstbistum). De bisschop kreeg hierdoor tevens, wereldlijk gezien, de adellijke titel hertog. 
De territoriale begrenzing van het (kerkelijke) bisdom Minden en het (wereldlijke) vorstbisdom vielen door allerlei oorzaken sindsdien niet meer samen. Zie voor de namen en regeerperiodes van de diverse heren ook de lijst van bisschoppen van Minden.
Vanaf de 16e eeuw deed de Reformatie haar intrede in het gebied. Verscheidene bisschoppen duldden het lutherse geloof, enigen bekeerden zich er zelfs toe. Dezen waren kerkelijk uiteraard geen katholiek bisschop van Minden meer. Wereldlijk waren zij administrator van het bisdom, en oefenden de wereldlijke macht van de vorstbisschoppen uit. In de loop van de Dertigjarige Oorlog werd het gebied definitief protestants. In 1629 werd te Nienburg/Weser een grensakkoord gesloten met de noorderbuur, het Graafschap Diepholz, onderdeel van het Hertogdom Brunswijk-Lüneburg.
In de Vrede van Osnabrück van 24 oktober 1648 werd in artikel 11, paragraaf 4 de keurvorst van Brandenburg door keizer en rijk beleend met het bisdom Minden. Deze overdracht maakte deel uit van een schadeloosstelling voor het feit dat Voor-Pommeren aan Zweden kwam, hoewel Brandenburg daar recht op had. De keurvorst van Brandenburg noemde zich sindsdien vorst van Minden. 
Bestuurlijk werd het vorstendom Minden verenigd met het aangrenzende graafschap Ravensberg, dat al eerder met Brandenburg was verenigd. In 1719 werd de bestuurszetel van Minden-Ravensberg verlegd naar de stad Minden.
Na de Pruisische nederlagen van 1806 en 1807 verloor dat land in de Vrede van Tilsit in 1807 al zijn gebieden ten westen van de Elbe. Minden werd vervolgens onderdeel van het nieuwe koninkrijk Westfalen.
In 1810 moest Westfalen het grootste deel van het voormalige vorstendom Minden afstaan aan het keizerrijk Frankrijk.
Na de Franse nederlagen van 1813 nam Pruisen het vorstendom weer in bezit en deze restauratie werd vastgelegd op het Congres van Wenen in 1815. Het Koninkrijk Pruisen vormde toen een nieuwe provincie Westfalen, waar Minden deel van ging uitmaken.

## Administratieve indeling omstreeks 1750
- ambt Hausberge
- stad Lübbecke
- stad Minden
- ambt Petershagen
- ambt Rahden
- ambt Reineberg
- ambt Schlüsselburg

ontleend aan de historische atlas.

## Regenten
Tenzij anders vermeld, waren deze heren vanaf Anno ook vorstbisschop van het Bisdom Minden (Duits: Hochstift Minden). 
- 803- 813: Erkenbert
- 813- 853: Hartwart
- 853- 880: Dirk I
- 880- 886: Wolfer
- 886- 902: Drogo
- 902- 905: Adalbert I
- 905- 914: Bernhard
- 914- 927: Ludhar
- 927- 950: Ebergisl
- 950- 958: Helmwart
- 958- 969: Landwart
- 969- 996: Milo
- 996-1002: Ramwart
- 1002-1022: Dirk II
- 1022-1036: Sigbert
- 1037-1055: Bruno van Walbeck
- 1055-1080: Egilbert
- 1080-1089: Reginwart
- 1080-1096: Volkmar
- 1089-1097: Ulrich
- 1097-1112: Godschalk
- 1097-1119: Witilo
- 1120-1140: Sigwart
- 1140-1153: Hendrik I
- 1153-1170: Werner van Bückeburg

- 1170-1185: Anno, de eerste vorstbisschop
- 1185-1206: Dietmar
- 1206-1209: Hendrik II
- 1209-1236: Koenraad I van Diepholz
- 1236-1242: Willem I van Diepholz
- 1242-1253: Jan van Diepholz
- 1253-1261: Widekind I van Hoya
- 1261-1266: Kuno van Diepholz
- 1266-1275: Otto I
- 1275-1293: Volkwin van Schwalenberg
- 1293-1295: Koenraad II van Wardenberg
- 1295-1304: Ludolf van Rosdorf
- 1304-1324: Gotfried van Waldeck
- 1324-1346: Lodewijk van Brunswijk-Lüneburg
- 1346-1353: Gerhard I van Schaumburg
- 1353-1361: Dirk van Kugelweit (1361-1367: aartsbisschop van Maagdenburg)
- 1361-1366: Gerhard II van Schaumburg
- 1366-1368: Otto II van Wettin
- 1369-1383: Widekind II van Schalksberg
- 1384-1397: Otto III van Schalksberg (Berge)
- 1397-1398: Gerhard III van Hoya
- 1398-1398: Markwart van Randeck (1398-1406: bisschop van Konstanz)
- 1398-1402: Willem II van Büschen
- 1402-1406: Otto IV van Rieteberg
- 1406-1436: Wilbrand van Hallermund (1397-1408: abt van Abdij van Corvey)
- 1436-1473: Albrecht van Hoya (1450-1453: bisschop van Osnabrück)
- 1473-1508: Hendrik III van Schaumburg
- 1508-1529: Frans I van Brunswijk-Lüneburg
- 1530-1553: Frans II van Waldeck (1532-1553: bisschop van Münster en Osnabrück): sympathiseerde op latere leeftijd met de lutheranen
- 1553-1554: Julius van Brunswijk-Lüneburg (1568-1589: hertog van Brunswijk) protestants administrator
- 1554-1566: Georg van Brunswijk-Lüneburg (1558-1566: aartsbisschop van Bremen en bisschop van Verden
- 1567-1582: Herman van Schaumburg
- 1582-1585: Hendrik Julius van Brunswijk-Lüneburg (1566-1613: bisschop van Halberstadt; 1589-1613: hertog van Brunswijk) protestants administrator
- 1587-1599: Anton van Schaumburg
- 1599-1633: Christiaan van Brunswijk-Lüneburg (1611-1633: hertog van Brunswijk)protestants administrator
- 1633-1648: Frans Willem van Wartenberg (1625-1661: bisschop van Osnabrück; 1630-1631: bisschop van Verden; 1649-1661: bisschop van Regensburg). In zijn tijd  was het gebied van 1625-1634 door katholieke troepen bezet. Daarvoor en daarna was het in handen van protestantse vorsten.